# لوسیفراز
روش لوسیفراز یا تست لوسیفراز نام یک روش آزمایشگاهی در زیست‌شناسی مولکولی است.

## علت استفاده از این روش
از روش لوسیفراز برای مشخص کردن میزان فعالیت راه‌انداز ژن استفاده می‌شود. هر چقدر نورافشانی لوسیفرین در اثر واکنش با لوسیفراز تولیدشده از سلول‌هایی که انتقال پلاسمیدهای مورد نظر به آنها انجام شده بیشتر باشد میزان فعالیت راه‌انداز ژن در این پلاسمیدها بیشتر است.

## نحوه آزمایش
با استفاده از محلول بافر برای تجزیه غشاء سلولی غشاء سلول‌های نمونه را می‌شکنند و آنزیم‌ها و پروتئین‌ها موجود در سلول‌ها (از جمله لوسیفراز‌ی که در اثر انتقال پلاسمید نمونه به سلول‌ها در آنها تولید شده) را خارج می‌کنند. سپس با به کار بردن مقدار مناسبی از لوسیفرین نورافشانی آن را اندازه می‌گیرند.